# Санфиров, Пётр Павлович
Пётр Павлович Санфиров (09.07.1904, Рязанская область — 19.06.1998) — командир отделения сапёрного взвода 289-го гвардейского стрелкового полка, гвардии сержант — на момент представления к награждению орденом Славы 1-й степени.

## Биография
Родился 9 июля 1904 года в селе Напольное Сапожковского уезда Рязанской губернии, ныне Сараевского района Рязанской области, в многодетной крестьянской семье. С 1912 года жил в городе Скопин, учился в Скопинском приходском училище, окончил 4 класса с похвальным удостоверением, планировал поступить в военно-фельдшерское училище в Москве.
Участник Гражданской войны. В 1918 году подростком добровольцем вступил в 3-й Интернациональный пехотный полк. Сражался на Восточном фронте. В 1920 году заболел тифом, после выздоровления вернулся в родное село. С младшим братом работал пастухом. Позднее Санфиров вступил в комсомол, стал председателем комитета бедноты. В конце 1930-х годов работал в потребкооперации в городе Скопине.
В августе 1941 года был призван в Красную Армию и направлен в строительный батальон. На Ленинградском фронте, в районе города Тихвина, строил оборонительные сооружения, ставил надолбы, рыл противотанковые рвы. В сентябре был переведен 552-й стрелковый полк 193-й стрелковой дивизии подносчиком боеприпасов в пулеметный расчет. В первом бою 29 сентября в районе села Ситомля заменил раненого пулеметчика, был контужен. После госпиталя в составе 258-го стрелкового полка оборонял Москву на Истринском направлении, был рядовым бойцом пулеметного расчета.
C апреля 1943 года гвардии сержант Санфиров уже командовал саперным отделением 289-го гвардейского стрелкового полка 97-й гвардейской стрелковой дивизии. В боях на Курской дуге, 18 июля, Санфиров с несколькими бойцами под прикрытием стрелковой роты успешно проделал проходы в минных полях и обеспечил безопасное продвижение пехоте
В конце 1943 года — начале 1944 года в составе своей части гвардии сержант Санфиров воевал в Кировоградской области. Во главе группы пробрался на юго-западную окраину города Кировограда и взорвал находившийся в руках немцев железнодорожный мост через реку Ингул. Член ВКП/КПСС с декабря 1943 года.
В ночь на 12 февраля 1944 года около села Андреевка гвардии сержант Санфиров с разведчиком отделения под сильным огнём противника обезвредил на минном поле 11 мин, благодаря чему разведывательная группа проникла в боевые порядки противников и захватила «языка».
Приказом от 8 марта 1944 года гвардии сержант Санфиров Пётр Павлович награждён орденом Славы 3-й степени
17 марта 1944 года под городом Новоукраинка отделение гвардии сержанта Санфирова разминировало дорогу, обезвредило 40 противотанковых мин. 30 марта при форсировании реки Днестр отделение Санфиров в короткий срок навело переправу и обеспечило стрелковому батальону форсирование реки. В ночь на 31 марта Санфиров с саперами отделения, двигаясь впереди разведывательной группы, проделал проход в минном поле, сняв при этом 20 противопехотных мин.
Приказом от 23 декабря 1944 года гвардии сержант Санфиров Пётр Павлович награждён орденом Славы 2-й степени
В ночь на 5 декабря 1944 года в районе населенного пункта Яблоница, действуя в составе разведывательной группы саперы Санфирова сняли 24 мины и проделали проход в проволочных заграждениях противника — спираль Бруно — перед самыми траншеями врага. Группа захвата через сделанный им проход захватила контрольного пленного
Указом Президиума Верховного Совета СССР от 27 июня 1945 года за исключительное мужество, отвагу и бесстрашие, проявленные в боях с вражескими захватчиками, гвардии сержант Санфиров Пётр Павлович награждён орденом Славы 1-й степени. Стал полным кавалером ордена Славы.
Всего за годы войны поставил и разминировал около 30 тысяч противопехотных и свыше 10 тысяч противотанковых мин; получил 5 ранений. В 1945 году гвардии старшина Санфиров был демобилизован.
Жил в городе Ступино Московской области. Работал на Ступинском металлургическом комбинате, на комбинате «Стройдеталь». Персональный пенсионер союзного значения Петр Павлович Санфиров стал одним из 40 героев цикла документальных фильмов «Шел солдат…» К. М. Симонова. Почетный гражданин городов Новоукраинка Кировоградской области и Ступино Московской области.
Скончался 19 июня 1998 года. Похоронен на кладбище города Ступино.
Награждён орденами Отечественной войны 1-й степени, Славы 3-х степеней, медалями.